# Charlotte Köhler Prijs voor architectuur
De Charlotte Köhler Prijs voor architectuur  was een aanmoedigingsprijs van het Prins Bernhard Cultuurfonds voor beginnend beeldend kunstenaars die voortkwam uit de nalatenschap van de actrice Charlotte Köhler.
Van 1988 tot en met 2004 werd de prijs toegekend als aanmoediging voor jonge Nederlandse beeldend kunstenaars, theatervormgevers en architecten. Per jaar waren er (maximaal) vijf winnaars.  De prijs bestond uit een bedrag van 10.000 gulden,(later 5000 euro) die de kunstenaar naar eigen goeddunken kon besteden. Met ingang van 2005 werd de opzet van de prijs gewijzigd. Het aantal winnaars werd teruggebracht naar drie kunstenaars per jaar. Het prijzengeld werd verhoogd van 5000 tot 20.000 euro. Nog steeds was 5000 euro vrij besteden. De overige 15.000 euro moest worden besteed aan een 'activiteit die de persoonlijke ontwikkeling van de winnaar ten goede komt'. Met ingang van 2004 werd de prijs in de even jaren bestemd voor de beeldende kunst, inclusief architectuur en grafisch ontwerp.  (In de oneven jaren theater)

## Winnaars
- 2012 - Shift Architecture Urbanism[2]
- 2011 -
- 2010 - Florian Idenburg[3]
- 2009 -
- 2008 - Anne Holtrop
- 2007 -
- 2006 - Korth Tielens Architecten[4]
- 2005 -
- 2004 - Bas Princen, Studio Sputnik
- 2003 - Maurer United Architects
- 2002 - DaF-architecten
- 2001 - Collectief Lofvers van Bergen Kolpa
- 2000 - Snelder Compagnons
- 1999 - Floor Arons, Arnoud Gelauff
- 1998  - Koers Zeinstra
- 1997 - Tom Frantzen
- 1996 - Architectenbureau Heren 5, Architectenbureau Onix
- 1995 - Jeroen Huijsinga, Bjarne Mastenbroek, Dick van Gameren, René van Zuuk
- 1994 -
- 1993 - Stichting Vedute
- 1992 - Liesbeth van der Pol
- 1991 - Ben van Berkel
- 1990 - Erik Knippers
- 1989 - Peter Kilsdonk
- 1988 - Wiel Arets